# Argyropoulos (Familie)

Das Wappen der Familie Argyropoulos (rumänisch: Arghiropol), einer walachischen phanariotischen Familie, basiert auf einer Darstellung in Steme boerești din România von Emanuel Hagi-Mosco (Bukarest: Socec, 1918)

Die Familie Argyropoulos (griechisch: Αργυρόπουλος, rumänisch: Arghiropol) ist eine phanariotische Familie griechischer Herkunft. Angehörige der Familie bekleideten bedeutende Positionen im Osmanischen Reich, im Königreich Griechenland, im Russischen Reich sowie in den Donaufürstentümern.

## Ursprung
Die Familie Argyropoulos (griechisch: Αργυρόπουλος, rumänisch: Arghiropol, türkisch Argiropulos) ist eine phanariotische Familie griechischer Herkunft. Angehörige der Familie bekleideten bedeutende Positionen im Osmanischen Reich, im Königreich Griechenland, im Russischen Reich sowie in den Donaufürstentümern.
Nach eigenen Angaben leitet die Familie ihre Herkunft von Kaiser Romanos III. Argyros ab und beansprucht somit eine Abstammung von der byzantinischen Adelsfamilie Argyropoulos. Solche genealogischen Behauptungen sind jedoch umstritten. Historiker betrachten die Abstammungsansprüche vieler phanariotischer Familien mit Skepsis, da es sich bei zahlreichen dieser Familien vermutlich um wohlhabende Händler handelte, die sich Namen byzantinischer Adelsgeschlechter aneigneten, um ihre Herkunft aus bäuerlichen oder bürgerlichen Verhältnissen zu überdecken und gesellschaftliches Prestige zu gewinnen.

## Bekannte Familienmitglieder
- Emmanouil Argyropoulos (1889–1913), griechischer Flugpionier
- Iakovos Argyropoulos (1766–1850), Dragoman der Hohen Pforte
- Argiropulos Efendi († 1850), osmanisch-griechischer Diplomat
- Periklis Argyropoulos (1871–1953), griechischer Admiral und Diplomat
- Aspasia Manos (1896–1972), Gemahlin von König Alexander von Griechenland